# Palacio de Parcent
El palacio de Parcent es un edificio de la ciudad española de Madrid. Conocido también como Casa de los Siete Jardines, en el pasado también recibió los nombres de Palacio del Marqués de Mejorada y de la Breña y palacio de los marqueses de Gualdalcázar o Palacio de Yturbe durante su fase de embajada de México. Actualmente es la sede de algunas dependencias del Ministerio de Justicia, tales como la Secretaría General Técnica o la Dirección General de Cooperación Jurídica Internacional.

## Historia y características
Ubicado en el número 62 de la calle de San Bernardo, en el barrio de Universidad, fue proyectado en 1728 por el arquitecto Gabriel Valenciano, iniciándose las obras en 1729. En 1865 se dio paso a un proceso de reforma en el edificio. Posteriormente, fue adquirido por Manuel de Yturbe y del Villar, ministro plenipotenciario de México en España, quien encargó a José Monasterio Arrillaga una remodelación en una línea neobarroca en 1900. Fue heredado por su hija María de la Piedad de Yturbe, marquesa de Belvís de las Navas. Durante el período en el que el edificio perteneció a la madre de esta última, duquesa de Parcent por matrimonio, también fueron acometidas nuevas obras de reforma por parte del arquitecto Luis de Landecho.
Adquirido por el Estado, en los años 1940 pasó a ser sede del Ministerio de Trabajo, que lo abandonó para instalarse en Nuevos Ministerios. Posteriormente, en los años 80, fue restaurado para albergar dependencias del Ministerio de Justicia. Fue declarado bien de interés cultural en la categoría de monumento en julio de 1995.